# Conjunt noucentista a la façana marítima
El Conjunt noucentista a la façana marítima és una obra de Sant Vicenç de Montalt (Maresme) inclosa a l'Inventari del Patrimoni Arquitectònic de Catalunya.

## Descripció
Torres aïllades noucentistes de començament de segle xx. Tot el conjunt és interessant. Són cases de planta baixa i pis, i també tenen una golfa petita. La coberta és a dues aigües. Tenen galeries i porxos i un jardí gran que les envolta.